# José Antonio Piqueras
José Antonio Piqueras Arenas, né en 1955 à Enguera, est un historien espagnol. Professeur d'histoire contemporaine à l'Université Jaume I (UJI), ses axes de recherche portent sur l'étude des relations sociales et des attitudes politiques. Ses travaux ont notamment porté sur le mouvement ouvrier, l'esclavage, l'Espagne au XIXe siècle, et Cuba et les Antilles.

## Biographie
Né en 1955 à Enguera (province de Valence),, il obtient un doctorat de l'Université de Valence (UV) avec une thèse intitulée Orígenes sociales de la Restauración en 1990. Il est nommé maître de  à l'UJI en 1993 et obtient la chaire contemporaine en 1998. Il est co-rédacteur en chef de Historia Social, l'une des revues d'histoire sociale en langue espagnole les plus réputées.
Il est élu membre correspondant de l'Académie d'histoire de Cuba en 2014.

## Œuvres
- (es) La revolución democrática (1868-1874), cuestión social, colonialismo y grupos de presión, Madrid, Ministerio de Trabajo y Seguridad Social, 1992[11]
- (es) José A. Piqueras, Cuba, emporio y colonia. La disputa de un mercado interferido (1878-1895), Madrid, FCE, 2003[12]
- (es) Persiguiendo el porvenir. La identidad histórica del socialismo valenciano 1870-1976, Alzira, Editorial Algar, 2006[13]
- (es) José Antonio Piqueras, Cánovas y la derecha española. Del magnicidio a los neocon, Barcelona, Ediciones Península, 2008[14]
- (es) Bicentenarios de libertad: La fragua de la política en España y las Américas, Barcelona, Ediciones Península, 2010[15]
- (es) La esclavitud en las Españas. Un lazo trasatlántico, Madrid, Catarata, 2011[16]
- (es) El federalismo. La libertad protegida, la convivencia pactada, Madrid, Alianza, 2014[17]
- (es) La era Hobsbawm en historia social, Mexico, El Colegio de México, 2016[18]